# Tiro nos Jogos Olímpicos de Verão da Juventude de 2010 - Carabina de ar 10 m feminino
A competição da categoria carabina de ar 10 metros feminino do tiro nos Jogos Olímpicos de Verão da Juventude de 2010 foi realizada no dia 25 de agosto na Escola dos Desportos, em Singapura. Um total de 20 atiradoras competiu na qualificação às 9:00, e as oito melhores avançaram para a final ao meio-dia, horário de Singapura.

## Medalhistas
| Ouro   | KOR Dowon Go           |
| Prata  | CZE Gabriela Vognarova |
| Bronze | SUI Jasmin Mischler    |

## Resultados

### Qualificação
| Pos. | Atleta                     | Séries | Séries | Séries | Séries | Total | X  | Shoot-off |
| Pos. | Atleta                     | 1      | 2      | 3      | 4      | Total | X  | Shoot-off |
| ---- | -------------------------- | ------ | ------ | ------ | ------ | ----- | -- | --------- |
| 1    | GER Yvonne Schlotterbeck   | 100    | 100    | 100    | 99     | 399   | 31 |           |
| 2    | KOR Dowon Go               | 99     | 98     | 100    | 100    | 397   | 32 |           |
| 2    | CZE Gabriela Vognarova     | 99     | 98     | 100    | 100    | 397   | 32 |           |
| 4    | SUI Jasmin Mischler        | 99     | 98     | 98     | 100    | 395   | 30 |           |
| 5    | CRO Tanja Perec            | 100    | 96     | 99     | 98     | 393   | 26 |           |
| 6    | SIN Shang Hui Carol Lee    | 98     | 100    | 98     | 97     | 393   | 24 |           |
| 7    | IND Neha Milind Sapte      | 99     | 97     | 98     | 98     | 392   | 27 |           |
| 8    | KUW Hessah Alzayed         | 97     | 97     | 97     | 100    | 391   | 28 | 51.4      |
| 9    | FRA Jennifer Olry          | 97     | 99     | 97     | 98     | 391   | 26 | 49.7      |
| 10   | BAN Sadiya Sultana         | 96     | 98     | 99     | 97     | 390   | 29 |           |
| 11   | NOR Malin Westerheim       | 99     | 96     | 98     | 97     | 390   | 27 |           |
| 12   | CHN Shen Li                | 98     | 97     | 99     | 96     | 390   | 26 |           |
| 13   | NZL Jenna Mackenzie        | 97     | 97     | 98     | 96     | 388   | 25 |           |
| 14   | HUN Katinka Szijj          | 94     | 99     | 100    | 95     | 388   | 20 |           |
| 15   | QAT Bahya Mansour Al Hamad | 97     | 97     | 99     | 94     | 387   | 24 |           |
| 16   | EGY Dina Elharouni         | 96     | 96     | 96     | 98     | 386   | 22 |           |
| 17   | MEX Isamar Guerrero        | 97     | 96     | 96     | 96     | 385   | 22 |           |
| 18   | AUT Cornelia Enser         | 95     | 97     | 95     | 96     | 383   | 18 |           |
| 19   | GUA Polymaria Velasquez    | 94     | 93     | 96     | 97     | 380   | 17 |           |
| 20   | LBA Majduleen Milud        | 91     | 91     | 87     | 89     | 358   | 4  |           |

### Final
| Pos.              | Atleta                   | Qualif. | Séries | Séries | Séries | Séries | Séries | Séries | Séries | Séries | Séries | Séries | Final | Total |
| Pos.              | Atleta                   | Qualif. | 1      | 2      | 3      | 4      | 5      | 6      | 7      | 8      | 9      | 10     | Final | Total |
| ----------------- | ------------------------ | ------- | ------ | ------ | ------ | ------ | ------ | ------ | ------ | ------ | ------ | ------ | ----- | ----- |
| Medalha de ouro   | KOR Dowon Go             | 397     | 9.9    | 10.4   | 10.5   | 10.0   | 10.5   | 10.2   | 10.4   | 9.9    | 10.6   | 10.7   | 103.1 | 500.1 |
| Medalha de prata  | CZE Gabriela Vognarova   | 397     | 9.9    | 10.0   | 9.5    | 9.9    | 10.6   | 10.1   | 10.5   | 10.3   | 10.0   | 10.8   | 101.6 | 498.6 |
| Medalha de bronze | SUI Jasmin Mischler      | 395     | 10.2   | 10.7   | 9.6    | 10.4   | 10.3   | 9.9    | 10.5   | 10.3   | 10.5   | 10.7   | 103.1 | 498.1 |
| 4                 | GER Yvonne Schlotterbeck | 399     | 8.1    | 10.1   | 9.1    | 9.7    | 9.9    | 10.5   | 10.6   | 9.5    | 10.7   | 10.6   | 98.8  | 497.8 |
| 5                 | IND Neha Milind Sapte    | 392     | 10.6   | 10.6   | 9.8    | 10.1   | 10.0   | 10.5   | 10.4   | 10.4   | 10.9   | 10.4   | 103.7 | 495.7 |
| 6                 | CRO Tanja Perec          | 393     | 10.3   | 10.6   | 10.2   | 9.8    | 9.3    | 10.2   | 10.0   | 9.8    | 10.5   | 10.5   | 101.2 | 494.2 |
| 7                 | SIN Shang Hui Carol Lee  | 393     | 10.1   | 9.9    | 9.8    | 10.3   | 10.4   | 9.7    | 9.4    | 10.1   | 10.1   | 10.4   | 100.2 | 493.2 |
| 8                 | KUW Hessah Alzayed       | 391     | 10.3   | 9.7    | 9.9    | 10.5   | 10.6   | 10.3   | 9.4    | 10.5   | 10.6   | 9.9    | 101.7 | 492.7 |